# Augustin Bossi
Augustin Bossi (italienisch Agostino Bossi; * 30. August 1740 in Porto Ceresio, Lombardei; † 9. Dezember 1799 in Dettelbach) war ein italienischer Stuckateur und Ausstatter. Bossi wirkte vor allem im Hochstift Bamberg und erhielt hier 1771 den Titel eines Hofstuckateurs.

## Leben
Augustin Bossi wurde am 30. August 1740 im lombardischen Porto Ceresio am Luganersee geboren. Er entstammte einer Stuckatorenfamilie, die mehrere bekannte Mitglieder hervorbringen sollte. Der Beruf seines Vaters, Natale Bossi, ist allerdings ungeklärt. Augustins Mutter Clara Bossi hatte mehrere Kinder, von denen jedoch nicht alle das Erwachsenenalter erreichten. Bereits mit 15 Jahren wurde Augustin Bossi 1755 über die Alpen nach Würzburg geschickt, um hier mit seinem älteren Bruder Materno das Stuckateurshandwerk zu erlernen.
In Würzburg war bereits der Onkel des Brüderpaares, Antonio Bossi, als Ausstatter im Dienste des Fürstbischofs beschäftigt. Nach dem Abschluss seiner Lehre trat Augustin eine sechsjährige Gesellen- und Wanderzeit an, die Etappen dieser Reise werden in den Quellen allerdings nicht erwähnt. Eventuell begleitete Augustin seinen älteren Bruder nach Stuttgart, um hier bei einem weiteren Bruder, Ludovico, zu arbeiten.
Im Jahr 1771 bewarb sich Bossi um den Titel eines Hofstuckateurs beim Fürstbischof von Bamberg. Zunächst wurde er hier nur nominell unter diesem Titel beschäftigt. Erst 1772 erhielt er erste Aufträge von Bischof Adam Friedrich von Seinsheim: Er sollte die neuerbaute Residenz stuckieren und wohnte zu diesem Zweck in der alten Hofhaltung neben dem Dom. Etwa zeitgleich begann Bossi mit der Arbeit an der Sommerresidenz Seehof, nahe dem Dorf Memmelsdorf. 
Die Tätigkeit als Hofstuckateur der Bamberger Bischöfe brachte Augustin Bossi allerdings nicht viel Geld ein. Augustin Bossi eröffnete jedoch wahrscheinlich nie eine eigene Werkstatt, sondern kooperierte immer wieder eng mit dem älteren Bruder Materno. Augustin war wohl wichtiger Bestandteil der Werkstatt, konnte aber nie zum Bruder aufschließen. 1775 werden beide im Zuge der Stuckierung des Schloss Seehof genannt werden, 1786 ist Augustin Bossi in Gaukönigshofen nachgewiesen.
Augustin Bossi ehelichte zu einem unbekannten Zeitpunkt Agnes Zehr, Tochter eines Gastwirts aus Dettelbach. Der Stuckateur ließ sich in der würzburgischen Amtsstadt nieder. Agnes schenkte ihm insgesamt acht Kinder, von denen jedoch nur drei, zwei Töchter und ein Sohn, das Erwachsenenalter erreichten. Augustin arbeitete bis mindestens 1796 mit seinem Bruder zusammen. Er starb am 9. Dezember 1799 in seinem Haus in Dettelbach.

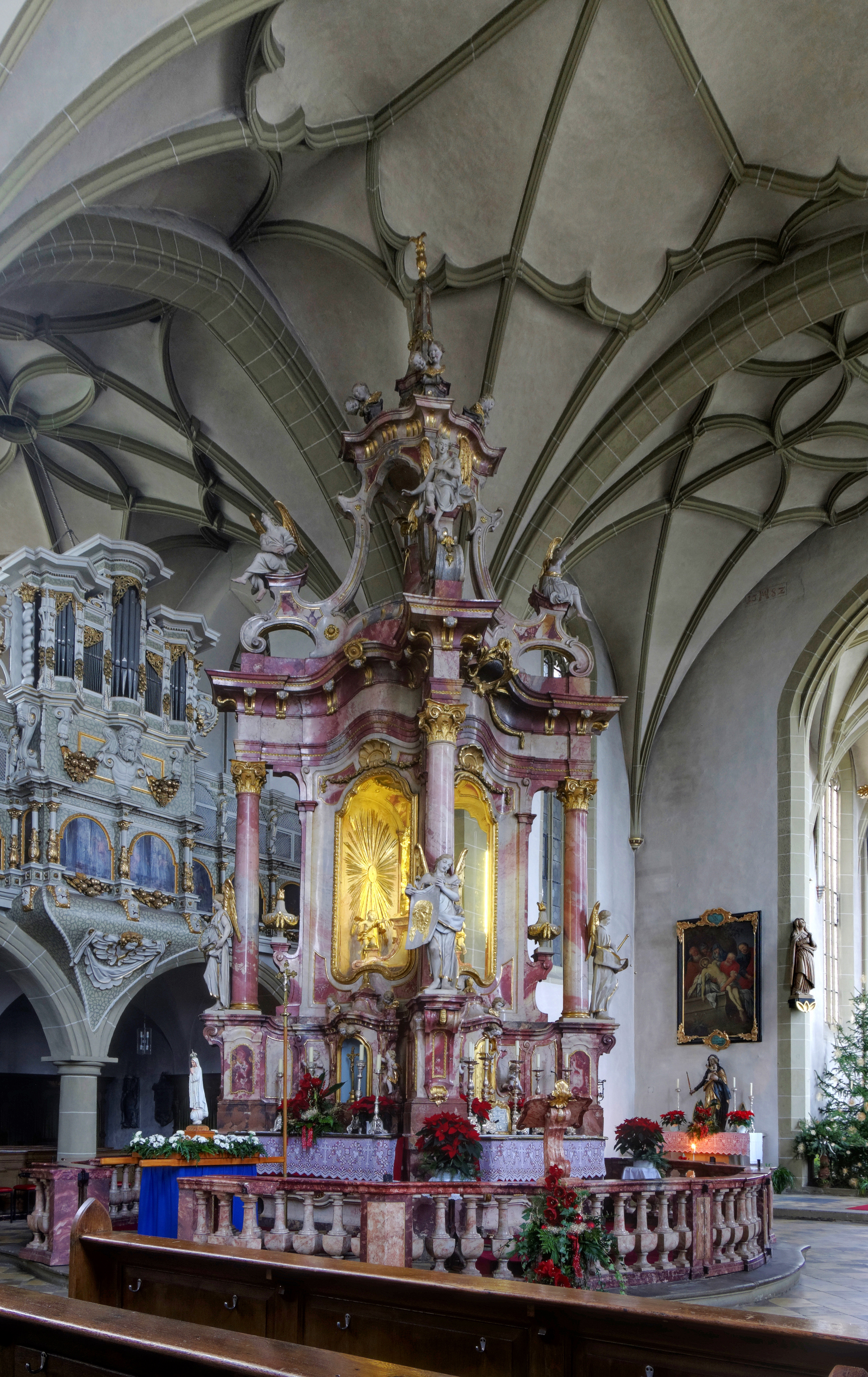
Augustin Bossi: Der Gnadenaltar in der Vierung, Wallfahrtskirche Maria im Sand (Dettelbach)

## Werke (Auswahl)
Da die meisten Werke des Augustin Bossi nicht signiert wurden, erfolgt die Einordnung lediglich über archivalische Quellen. Die Zuordnung zum ₠uvre des Italieners wird zusätzlich noch durch die Tatsache erschwert, dass die Werkstatt neben Augustin und seinen Mitarbeitern auch aus seinem älteren Bruder Materno bestand.
| Ort             | Jahr      | Werk                                                          |
| --------------- | --------- | ------------------------------------------------------------- |
| Amerdingen      | 1789–1790 | Schloss Amerdingen: Stuckzier                                 |
| Bad Mergentheim | 1780      | Schloss Mergentheim: Kapitelsaal des Deutschen Ordens         |
| Bamberg         | 1772–1773 | Neue Residenz: Zwei Vorzimmer                                 |
| Gaukönigshofen  | 1776–1777 | Schutzengelkirche: Stuck, Modernisierung der Altäre           |
| Memmelsdorf     | 1770–1775 | Schloss Seehof: Grotte, zerstört; Theater; Gartenhaus         |
| Triefenstein    | 1784–1786 | Kloster Triefenstein: Stuck und Ausstattung                   |
| Wipfeld         | 1786–1787 | St. Johannes Baptist: Stuckzier, Hochaltar                    |
| Würzburg        | 1773      | Residenz: Hängeleuchter, zerstört; Reparaturen am Treppenhaus |